# Kabinett Dupuy I

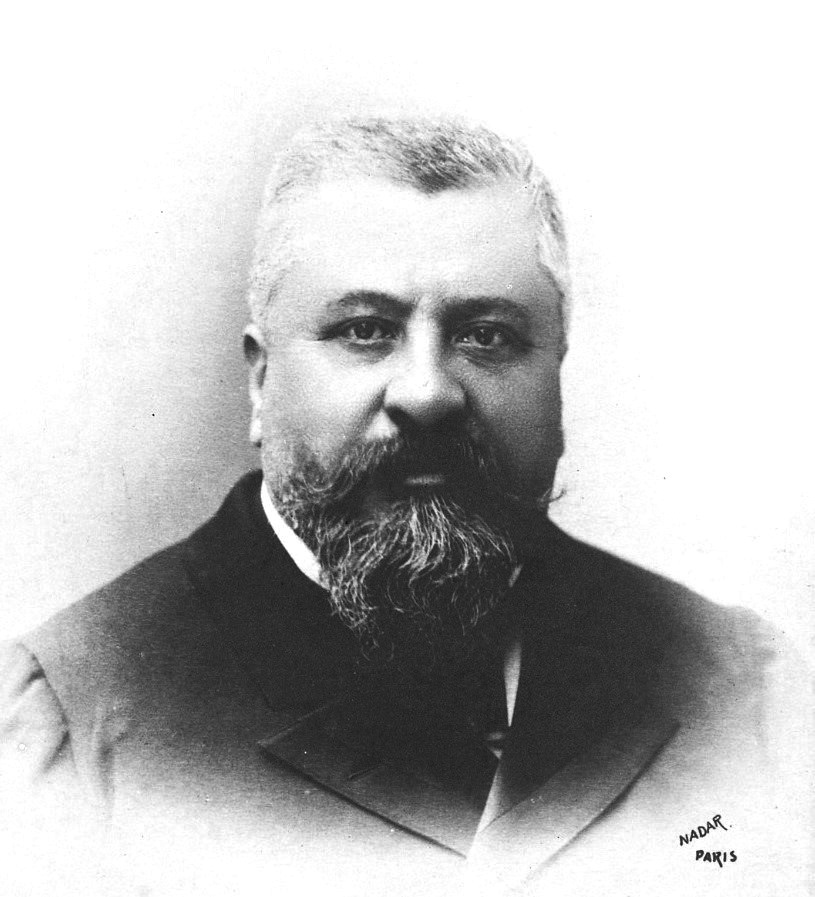
Dupuy, Charles (Foto Nadar)

Das erste Kabinett Dupuy war eine Regierung der Dritten Französischen Republik. Es wurde am 4. April 1893 von Premierminister (Président du Conseil) Charles Dupuy gebildet und löste das Kabinett Ribot II ab. Es blieb bis zum 26. November 1893 im Amt und wurde vom Kabinett Casimir-Perier abgelöst.
Dem Kabinett gehörten Minister der Républicains de gouvernement (RdG), Union républicaine (UR), Gauche radicale (GR), Républicains progressistes (RP) und Unabhängige an.

## Kabinett
Dem Kabinett gehörten folgende Minister an:
- Premierminister: Charles Dupuy (RdG)
- Innenminister: Charles Dupuy
- Justizminister: Eugène Guérin[1] (UR)
- Außenminister: Jules Develle (UR)
- Finanzen: Paul Peytral (GR)
- Kriegsminister: Julien Loizillon[2]
- Minister für Marine: Henri Rieunier
- Minister für öffentlichen Unterricht und Religion: Raymond Poincaré (RP)
- Landwirtschaftsminister: Albert Viger[3] (GR)
- Minister für Handel, Industrie und Kolonien: Louis Terrier[4] (GR)
- Minister für öffentliche Arbeiten und Sozialversicherung: Jules Viette (GR)

### Unterstaatssekretäre
Dem Kabinett gehörten folgende Sous-secrétaires d’État an:
- Kolonialangelegenheiten im Handelsministerium: Théophile Delcassé (GR)

## Historische Einordnung

### Gesetze
Das Gesetz vom 12. Juni 1893 über die Hygiene und Sicherheit am Arbeitsplatz verbesserte die Arbeitsbedingungen in Industriebetrieben vornehmlich für Frauen und Jugendliche. Das Gesetz vom 15. Juli 1893 über medizinische Hilfe (Loi sur l’assistance médicale) schuf für arme Personen einen kostenlosen Zugang zur ärztlichen Versorgung. Am 8. August 1893 wurde ein Gesetz erlassen, das den Aufenthalt von Ausländern in Frankreich unter Bezug auf den Schutz von Arbeitsplätzen für Franzosen regelte. Der Pariser Polizeipräfekt Louis Lépine erließ am 14. August 1893 eine Verordnung, nach der Kraftfahrzeuge ein Nummernschild tragen mussten und der Fahrer einen Befähigungsnachweis zum Führen eines Kraftfahrzeugs besitzen musste.

### Sonstiges

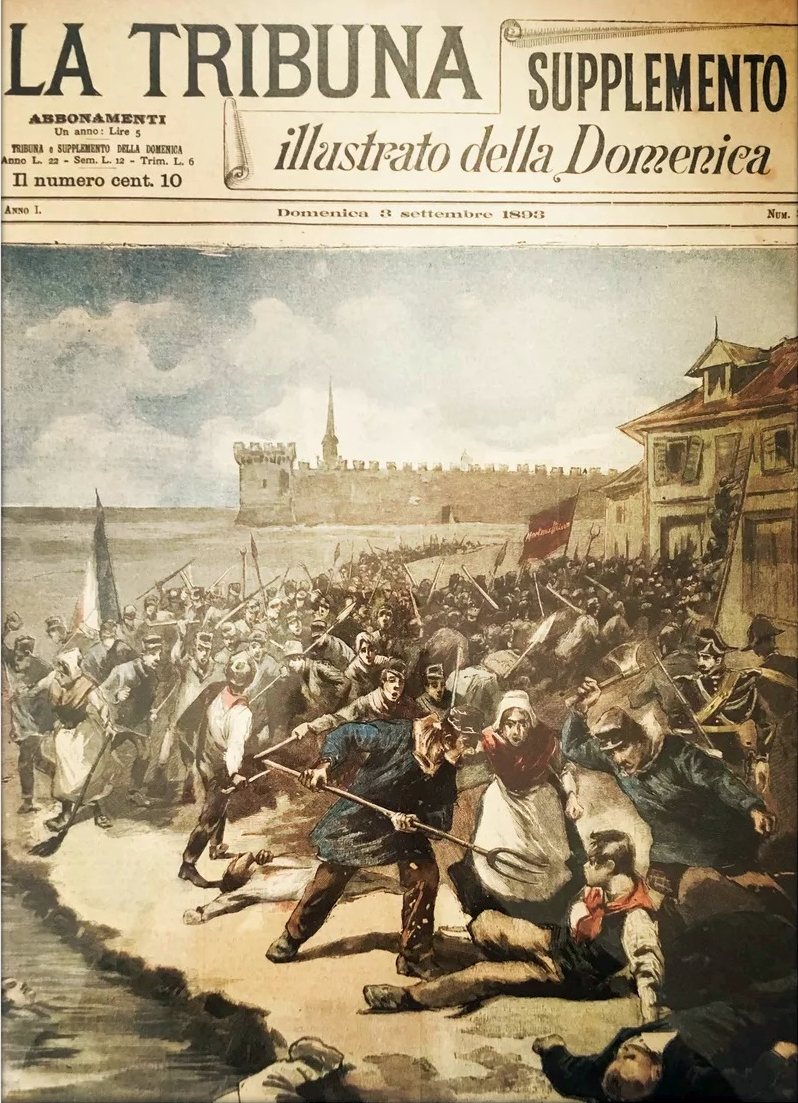
Ausschreitungen von d’Aigues-Mortes 1893

Das Urteil im Panama-Skandal gegen Ferdinand de Lesseps und andere wurde vom Kassationshof wegen Formfehlern aufgehoben und die Beschuldigten kamen frei. Nach dem Französisch-Siamesischen Krieg wurde Laos zum französischen Protektorat. Unter der Leitung von Alphonse Bertillon nahm am 11. August 1893 der Dienst zur gerichtlichen Identifizierung von Personen (service de l’Identité judiciaire) seine Arbeit auf. Am 16. August forderten antiitalienische Ausschreitungen in Aigues-Mortes 23 Todesopfer. Léon-Jules Léauthier tötet am 13. November 1893 zufällig Đorđević, den Minister Serbiens, mit einem Messerstich in der Avenue de l’Opéra in der Absicht, „einen Bourgeois zu krepieren“.

### Wahl
Bei den Wahlen zur Abgeordnetenkammer im August und September 1893 setzten sich konservative Republikaner (Républicains de gouvernement) unter der Führung Jean Casimir-Periers durch; auch Dupuy gehörte dieser Gruppe an.